# Scutellaria argentata
Scutellaria argentata là một loài thực vật có hoa trong họ Hoa môi. Loài này được Leonard miêu tả khoa học đầu tiên năm 1927.